# Coulonces (Calvados)
Coulonces és un municipi francès situat al departament de Calvados i a la regió de Normandia. L'any 2007 tenia 678 habitants.

## Demografia

### Població
El 2007 la població de fet de Coulonces era de 678 persones. Hi havia 258 famílies de les quals 50 eren unipersonals (27 homes vivint sols i 23 dones vivint soles), 102 parelles sense fills, 102 parelles amb fills i 4 famílies monoparentals amb fills.
La població ha evolucionat segons el següent gràfic:
Habitants censats

### Habitatges
El 2007 hi havia 292 habitatges, 263 eren l'habitatge principal de la família, 19 eren segones residències i 10 estaven desocupats. 290 eren cases i 2 eren apartaments. Dels 263 habitatges principals, 195 estaven ocupats pels seus propietaris, 65 estaven llogats i ocupats pels llogaters i 3 estaven cedits a títol gratuït; 1 tenia una cambra, 19 en tenien dues, 43 en tenien tres, 108 en tenien quatre i 93 en tenien cinc o més. 232 habitatges disposaven pel capbaix d'una plaça de pàrquing. A 119 habitatges hi havia un automòbil i a 134 n'hi havia dos o més.

### Piràmide de població
La piràmide de població per edats i sexe el 2009 era:
| Homes | Edats   | Dones |
| ----- | ------- | ----- |
| 0     | 95 o +  | 0     |
| 0     | 90 a 94 | 8     |
| 8     | 85 a 89 | 4     |
| 0     | 80 a 84 | 8     |
| 16    | 75 a 79 | 16    |
| 12    | 70 a 74 | 24    |
| 16    | 65 a 69 | 8     |
| 20    | 60 a 64 | 20    |
| 16    | 55 a 59 | 16    |
| 32    | 50 a 54 | 20    |
| 24    | 45 a 49 | 40    |
| 32    | 40 a 44 | 20    |
| 20    | 35 a 39 | 24    |
| 16    | 30 a 34 | 20    |
| 12    | 25 a 29 | 4     |
| 20    | 20 a 24 | 8     |
| 28    | 15 a 19 | 28    |
| 40    | 10 a 14 | 12    |
| 16    | 5 a 9   | 16    |
| 12    | 0 a 4   | 8     |

## Economia
El 2007 la població en edat de treballar era de 437 persones, 342 eren actives i 95 eren inactives. De les 342 persones actives 321 estaven ocupades (167 homes i 154 dones) i 20 estaven aturades (11 homes i 9 dones). De les 95 persones inactives 42 estaven jubilades, 43 estaven estudiant i 10 estaven classificades com a «altres inactius».

### Ingressos
El 2009 a Coulonces hi havia 279 unitats fiscals que integraven 739,5 persones, la mediana anual d'ingressos fiscals per persona era de 17.473 €.

### Activitats econòmiques
Dels 6 establiments que hi havia el 2007, 1 era d'una empresa alimentària, 3 d'empreses de construcció i 2 d'empreses classificades com a «altres activitats de serveis».
L'únic servei als particulars que hi havia el 2009 era un electricista.
L'únic establiment comercial que hi havia el 2009 era una fleca.
L'any 2000 a Coulonces hi havia 42 explotacions agrícoles que ocupaven un total de 1.170 hectàrees.

## Equipaments sanitaris i escolars
El 2009 hi havia una escola elemental integrada dins d'un grup escolar amb les comunes properes formant una escola dispersa.

## Poblacions properes
El següent diagrama mostra les poblacions més properes.